# Melville Cooper
Pour les articles homonymes, voir Cooper.

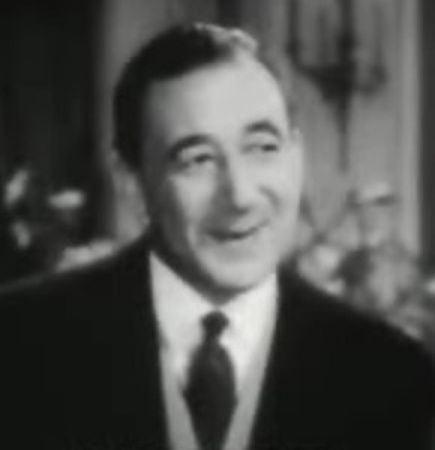
Dans Cette nuit est notre nuit (1937)

George Melville Cooper est un acteur anglais, né à Birmingham (Royaume-Uni) le 15 octobre 1896, mort à Los Angeles (Californie, États-Unis) le 13 mars 1973.

## Biographie
Melville Cooper débute au théâtre dans son pays natal. Installé aux États-Unis en 1934, il se produit pour la première fois en 1935 à Broadway, où il joue jusqu'en 1970 (dans des pièces, opérettes et comédies musicales).
Au cinéma, il compose de 1930 à 1958 des « seconds rôles » souvent pittoresques, un de ses plus connus étant celui du Shérif de Nottingham dans Les Aventures de Robin des Bois, en 1938.
Il participe également à des téléfilms et séries pour la télévision, de 1945 à 1961.

## Filmographie partielle
- 1930 : All Riot on the Western Point de Castleton Knight (Court métrage)
- 1931 : Black Coffee de Leslie S. Hiscott
- 1932 : Two White Arms de Fred Niblo
- 1933 : To Brighton with Gladys de George King
- 1933 : Leave it to me de Monty Banks
- 1934 : La Vie privée de Don Juan (The Private Life of Don Juan) d'Alexander Korda
- 1934 : Le Mouron rouge (The Scarlet Pimpernel) d'Harold Young
- 1935 : Monseigneur le détective (The Bishop Misbehaves) d'Ewald André Dupont
- 1935 : Code secret (Rendezvous) de William K. Howard
- 1936 : L'Enchanteresse (The Gorgeous Hussy) de Clarence Brown
- 1937 : La Fin de Mme Cheyney (The Last of Mrs. Cheyney) de Richard Boleslawski
- 1937 : Le Prince X (Thin Ice) de Sidney Lanfield
- 1937 : Le Grand Garrick (The Great Garrick) de James Whale
- 1937 : Cette nuit est notre nuit (Tovarich) d'Anatole Litvak
- 1938 : Les Aventures de Robin des Bois (The Adventures of Robin Hood) de Michael Curtiz et William Keighley
- 1938 : Chercheuses d'or à Paris (Gold Diggers in Paris) de Ray Enright et Busby Berkeley
- 1938 : Quatre au paradis (Four's a Crowd) de Michael Curtiz
- 1938 : Garden of the Moon de Busby Berkeley
- 1938 : Une enfant terrible (Hard to Get) de Ray Enright
- 1938 : Coup de théâtre (Dramatic School) de Robert B. Sinclair
- 1938 : Comet Over Broadway de Busby Berkeley
- 1938 : La Patrouille de l'aube (The Dawn Patrol) d'Edmund Goulding
- 1939 : L'Étrange Rêve (Blind Alley) de Charles Vidor
- 1939 : Frères héroïques (The Sun Never Sets) de Rowland V. Lee
- 1940 : Trop de maris (Too Many Husbands) de Wesley Ruggles
- 1940 : Escape to Glory de John Brahm
- 1940 : Rebecca d'Alfred Hitchcock
- 1940 : Orgueil et Préjugés (Pride and Prejudice) de Robert Z. Leonard
- 1941 : Tu m'appartiens (You belong to me) de Wesley Ruggles
- 1941 : La Belle Ensorceleuse (The Flame of New Orleans) de René Clair
- 1941 : Scotland Yard (en) de Norman Foster
- 1941 : Un cœur pris au piège (The Lady Eve) de Preston Sturges
- 1942 : Prisonniers du passé (Random Harvest) de Mervyn LeRoy
- 1942 : Les Amours de Marthe (The Affairs of Martha) de Jules Dassin
- 1942 : Life Begins at Eight-Thirty d'Irving Pichel
- 1942 : Âmes rebelles (This above all) d'Anatole Litvak
- 1943 : Aventure en Libye (Immortal Sargeant) de John M. Stahl
- 1943 : Hit Parade of 1943 d'Albert S. Rogell
- 1943 : Holy Matrimony de John M. Stahl
- 1946 : Heartbeat de Sam Wood
- 1947 : 13, rue Madeleine (13 Rue Madeleine) d'Henry Hathaway : Pappy Simpson
- 1948 : Vous qui avez vingt ans (Enchantment) d'Irving Reis
- 1949 : Le Danube rouge (The Red Danube) de George Sidney
- 1949 : La Pêche au trésor (Love Happy) de Leo McCarey et David Miller
- 1949 : C'est moi le papa (And Baby makes three) d'Henry Levin
- 1950 : Maman est à la page (Let's Dance) de Norman Z. McLeod
- 1950 : Le Père de la mariée (Father of the Bride) de Vincente Minnelli
- 1950 : Corruption (The Underworld Story) de Cy Endfield
- 1954 : Une femme qui s'affiche (It should happen to you) de George Cukor
- 1955 : Le Voleur du Roi (The King's Thief) de Robert Z. Leonard
- 1955 : Les Contrebandiers de Moonfleet (Moonfleet) de Fritz Lang
- 1956 : Diane de Poitiers (Diane) de David Miller
- 1956 : Le Bébé de Mademoiselle (Bundle of Joy) de Norman Taurog
- 1956 : Le Tour du monde en quatre-vingts jours (Around the World in Eighty Days) de Michael Anderson
- 1957 : L'Histoire de l'humanité (The Story of Mankind) d'Irwin Allen
- 1958 : De la Terre à la Lune (From the Earth to the Moon) de Byron Haskin

## Théâtre (à Broadway)
- 1935 : Laburnum Grove, pièce de John Boynton Priestley, avec Edmund Gwenn, Elisabeth Risdon
- 1935-1936 : Jubilee, comédie musicale, musique et lyrics de Cole Porter, livret de Moss Hart, avec Mary Boland, Laura Hope Crews, Montgomery Clift
- 1943-1944 : La Veuve joyeuse (The Merry Widow ; titre original : Die lustige Witwe), opérette, musique de Franz Lehár, chorégraphie de George Balanchine, avec Gene Barry
- 1944 : La Servante maîtresse (The Maid as Mistress), opérette d'après La serva padrona, musique de Giovanni Battista Pergolesi
- 1944 : While the Sun Shines, pièce de Terence Rattigan
- 1945 : The Firebrand of Florence, comédie musicale, musique de Kurt Weill, lyrics d'Ira Gershwin, avec Lotte Lenya
- 1945-1946 : Pygmalion, pièce de George Bernard Shaw, mise en scène de Cedric Hardwicke, avec Raymond Massey
- 1946 : Gypsy Lady, opérette, musique de Victor Herbert
- 1946 : The Haven, pièce de Dennis Hoey, avec Dennis King, Ivan F. Simpson, Dennis Hoey
- 1947-1948 : Un inspecteur vous demande (An Inspector calls), pièce de John Boynton Priestley, mise en scène de Cedric Hardwicke, avec Thomas Mitchell, Doris Lloyd, John Merivale
- 1950 : The Liar, comédie musicale, musique de John Mundy, d'après la pièce éponyme (titre original : Il bugiardo) de Carlo Goldoni, avec Martin Balsam, Leonardo Cimino, Russell Collins, Walter Matthau
- 1950 : The Day after Tomorrow, pièce de Frederick Lonsdale
- 1951 : Make a Wish, comédie musicale, musique et lyrics d'Hugh Martin, livret de Preston Sturges, chorégraphie de Gower Champion
- 1952 : Beaucoup de bruit pour rien (Much ado about nothing), pièce de William Shakespeare, avec Claire Luce
- 1953 : Escapade, pièce de Roger McDougall, avec Carroll Baker, Brian Aherne, Roddy McDowall
- 1956-1962 : My Fair Lady, comédie musicale, musique de Frederick Loewe, lyrics d'Alan Jay Lerner, d'après Pygmalion de Shaw (pré-cité), mise en scène de Moss Hart, avec Julie Andrews, Rex Harrison, Robert Coote (Melville Cooper en remplacement, à des dates non-spécifiées), Stanley Holloway, Cathleen Nesbitt (adaptée au cinéma en 1964)
- 1966 : Hostile Witness, pièce de Jack Roffey, avec Ray Milland
- 1970 : La Marraine de Charley (Charley's Aunt), pièce de Brandon Thomas, avec Maureen O'Sullivan